# Icariotis pruinosus
Icariotis pruinosus là một loài bọ cánh cứng trong họ Cerambycidae.